# Província de Iburi
Iburi (胆振国, Iburi no kuni) foi uma breve província do Japão em Hokkaidō.  Atualmente corresponde à subprefeitura de Iburi, ao Distrito de Yamakoshi da subprefeitura de Oshima, ao Distrito de Abuta da subprefeitura de Shiribeshi, às cidades de Chitose e Eniwa da subprefeitura de Ishikari e à vila de Shimukappu da subprefeitura de Kamikawa.

## História
- 15 de agosto de 1869: Iburi estabelecida com 8 distritos
- 1872: Censo aponta uma população de 6251 habitantes
- 1882: Províncias dissolvidas em Hokkaidō

## Distritos
- Yamakoshi (山越郡)
- Abuta (虻田郡)
- Usu (有珠郡)
- Muroran (室蘭郡) Dissolvido em 1º de fevereiro de 1918 quando quatro cidades e vilas se uniram para formar Muroran-ku
- Yoribetsu (幌別郡) Dissolvido em 1º de agosto de 1970 quando a vila de Noboribetsu se tornou cidade
- Shiraoi (白老郡)
- Yūfutsu (勇払郡)
- Chitose (千歳郡) Dissolvido em 11 de novembro de 1970 quando a vila de Eniwa se tornou cidade